# Pont del Diable de Ceret
|  | Per a altres significats, vegeu «Pont del Diable». |

El Pont del Diable, o Pont Major de Ceret és un pont de pedra d'arc únic sobre el Tec que data del segle xiv (entre 1321 i 1341). Es troba a la vila de Ceret, a la comarca del Vallespir, a la Catalunya del Nord.
Està situat damunt del Tec, amb l'extrem meridional a la Plaça del Pont, al final nord de l'Avinguda del Mariscal Foch, i el septentrional davant de la intersecció de l'Avinguda dels Aspres i el Carrer de Joseph Guitard.
El pont té un abast de 45,45 metres, i va ser el més gran del món del 1341 al 1356. L'alçada a la part superior de l'arc és de 22,30 m.. Aquest pont en substituí un d'anterior, el Pont Antic, del qual es conserven algunes restes.
La llegenda local, coincident amb llegendes similars d'altres Pont del diable, com el de Martorell, diu que la pedra que falta al pont hauria estat robada pel diable en veure que el gall cantava abans que pogués acabar l'obra en una nit, com s'havia compromès.

## Història

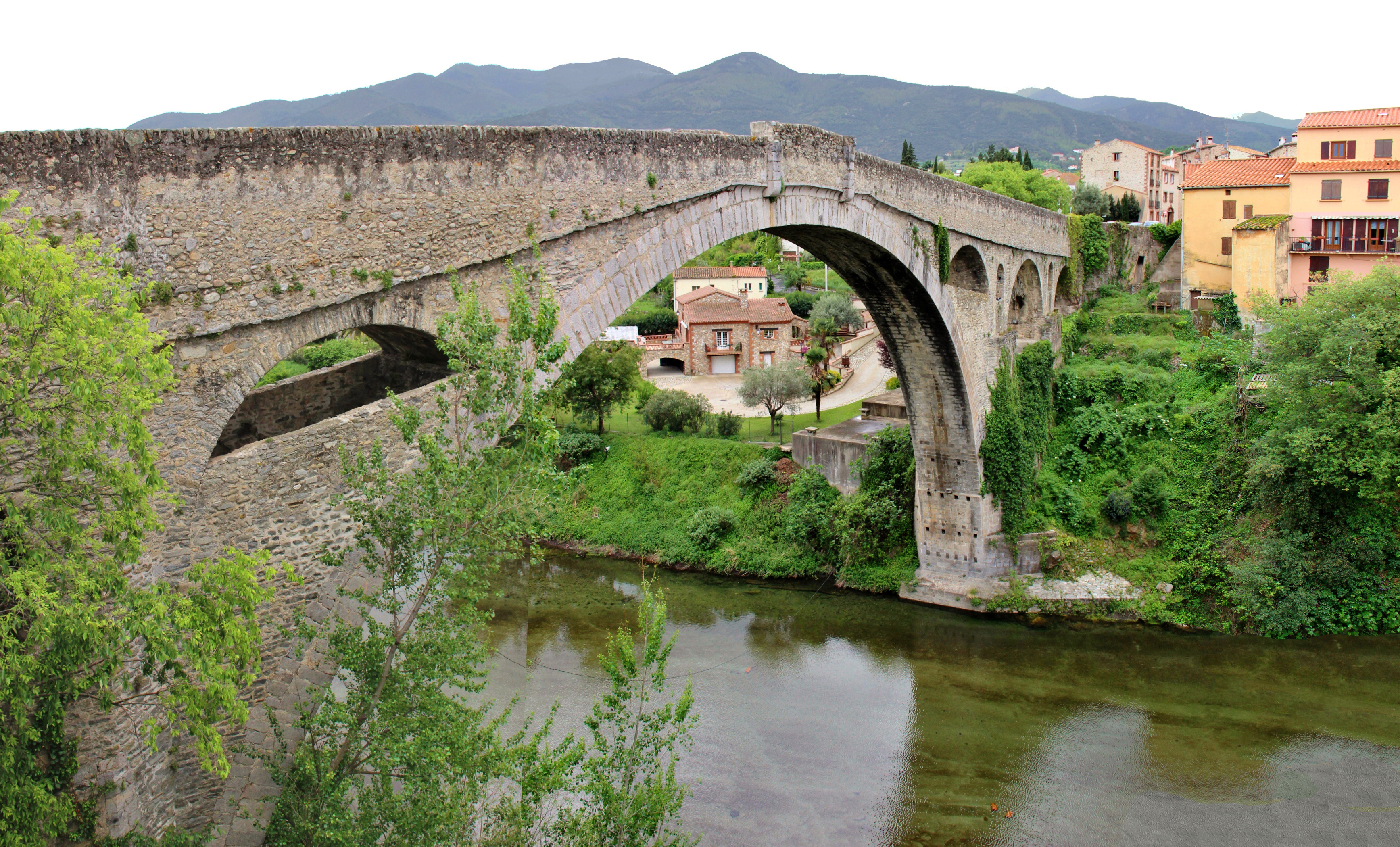
Una altra vista del pont

La construcció del pont va començar el 1321 i va acabar el 1341. Es va construir gràcies als fons de la ciutat de Ceret, ajudats pels pobles veïns. Va ser parcialment reconstruït el segle xviii.
Entre el 1718 i el 1762 es va procedir a diverses reparacions. Es va començar amb la rehabilitació del contrafort del sud. El 1735 es va rehabilitar la calçada, es van segellar les esquerdes i es van elevar els murs de capçalera i els contraforts. Aquestes obres s'acabaren sis anys més tard. El 1750 es va engegar la refacció dels murs de contenció del pont de l'avinguda del costat de Perpinyà, mentre que el 1762 es va procedir a la mateixa refacció del costat de Ceret.
El govern francès el va fer monument històric el 1840.

## La llegenda del Pont del Diable

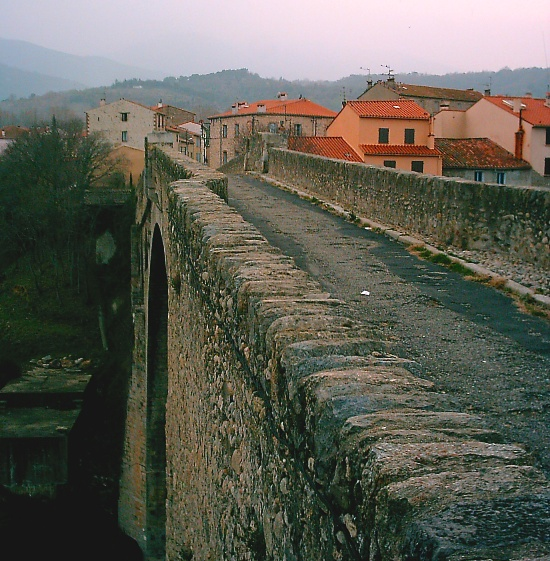
Vista de Ceret des del pont

La llegenda de Ceret s'assembla bastant a altres llegendes que atribueixen la construcció d'alguns ponts al diable. N'existeixen diverses variants que tenen molts elements comuns amb la següent, que se situa al segle xiv:
"Els ceretans volien crear un pont sòlid de pedra per a creuar el Tec, però les ribes del riu eren molt acinglerades. Van demanar consell a tots els enginyers del país, però, després de veure l'indret força experts, tots van declarar que el projecte era impossible. Així i tot, un d'aquells, després d'haver dubtat força temps, i atret pels diners que s'oferien, va afirmar que construiria el pont, i es va comprometre a acabar-lo en un any. Mentre els ceretans estaven recaptant el sou promès, l'enginyer es va posar a treballar: va elaborar plànols i va començar la feina. Ràpidament, es van edificar els estreps del pont, però vet aquí que es va produir un gran temporal que va provocar un aiguat i tot va ser assolat. La decepció va ser força gran, però l'enginyer va tornar a reconstruir el pont. Al cap de sis mesos el pont creuava el Tec i al cap d'una setmana l'obra s'hauria acabat. Tots s'alegraven de veure el pont gairebé acabat, però, de sobte, la volta es va esfondrar. Els ceretans, furiosos, van acusar l'enginyer de ser l'autor d'aquelles desgràcies. Es va dir aleshores a l'enginyer que si no acabava el pont al cap de sis mesos, el penjarien! Una vegada més, l'enginyer va tornar a fer el pont i fins a la vigília del darrer dia dels sis mesos, tot es va fer sense cap problema.
Dissortadament, aquella nit es va produir un altre temporal. El riu creixia tot rugent de nou i, de cop i volta, es va endur el pont! Desesperat, l'enginyer va fugir cap a les muntanyes per mor d'escapar de la ira dels vilatans. Mentre pujava, es va trobar un home gran i sec que li va agafar el braç.
— On vas?

— Què t'importa, deixa'm passar.

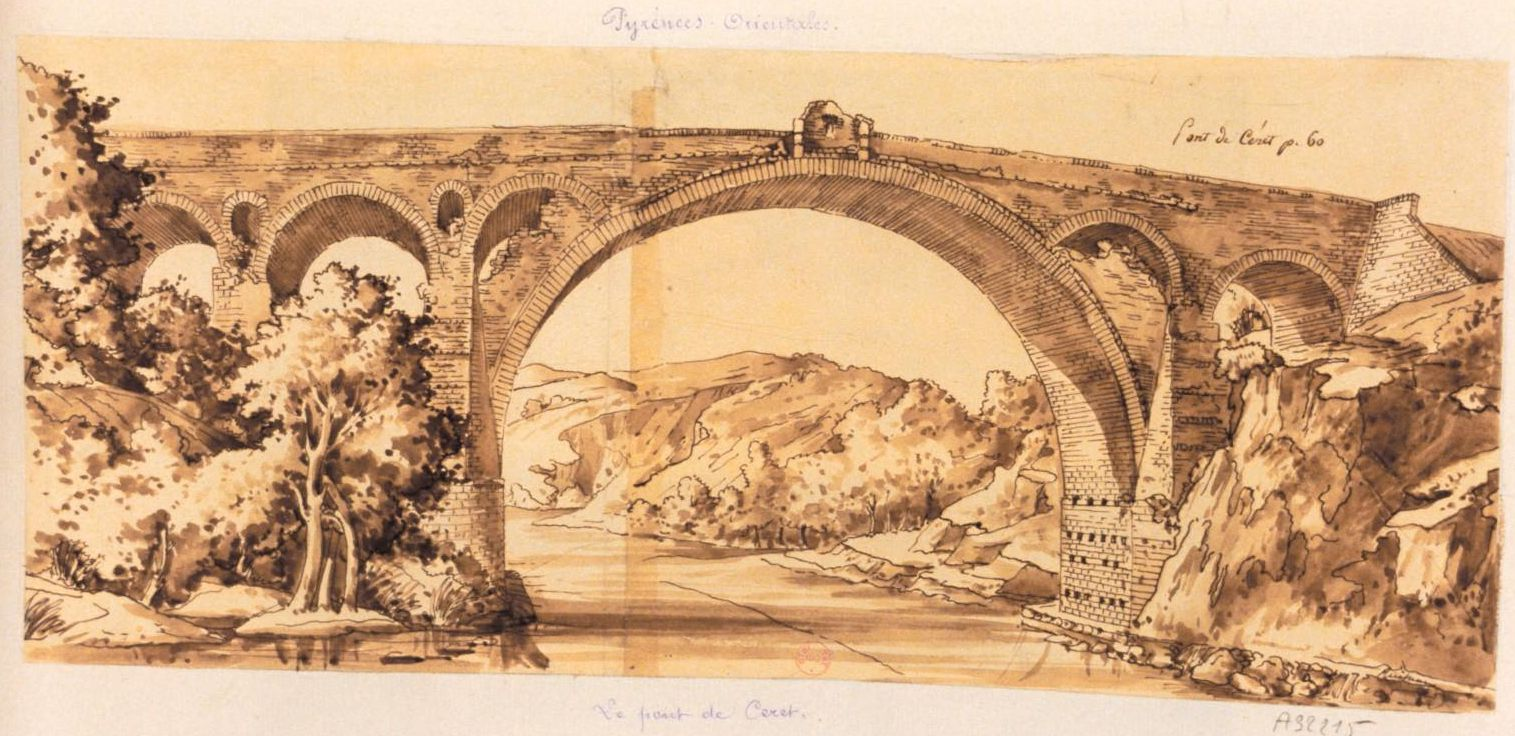
Dibuix del pont vers 1830

— Sé qui ets, i vull salvar-te la vida.

— Però tu, qui ets?

— Què t'importa. Aquesta nit a mitjanit, el pont serà reconstruït. Però hauràs de complir la meva condició.

— I quina és?

— Hauràs de donar-me la primera criatura que creuarà el pont!

Espantat, l'enginyer va acceptar la condició de l'home, sospitant que només podia ser el diable, ja que només el dimoni pot construir un pont en algunes hores.
El diable va desaparèixer quan l'enginyer va acceptar el tracte. L'enginyer va tornar a casa seva i va començar a rumiar què havia de fer. Cap a les onze, quan tothom dormia, l'enginyer es va dirigir a les ribes del Tec amb una bossa a l'esquena. Quan va arribar a la riba, va veure el diable que treballava de valent en la reconstrucció del pont. I ho feia molt hàbilment apilant els materials entre si per formar de nou l'arca i consolidar el pont... Quan va ser mitjanit, el pont era acabat. Immediatament, l'enginyer va sortir del seu amagatall i de la seva bossa va treure un gat negre, que tenia la cua lligada a una olla de ferro! Mentre el diable estava posant la darrera pedra, la pedra angular, es va aturar quan va sentir passar aquell animal. Aleshores va deixar caure la pedra que tenia a les mans, va voler prendre l'animal que havia confós amb un cavaller amb armadura. Quan es va adonar de l'engany, el dimoni va cridar moltíssim i, enfadat, va desaparèixer immediatament, i va deixar així el pont inacabat. Fins i tot encara avui dia, falta aquesta pedra en el pont."

## El pont a les arts

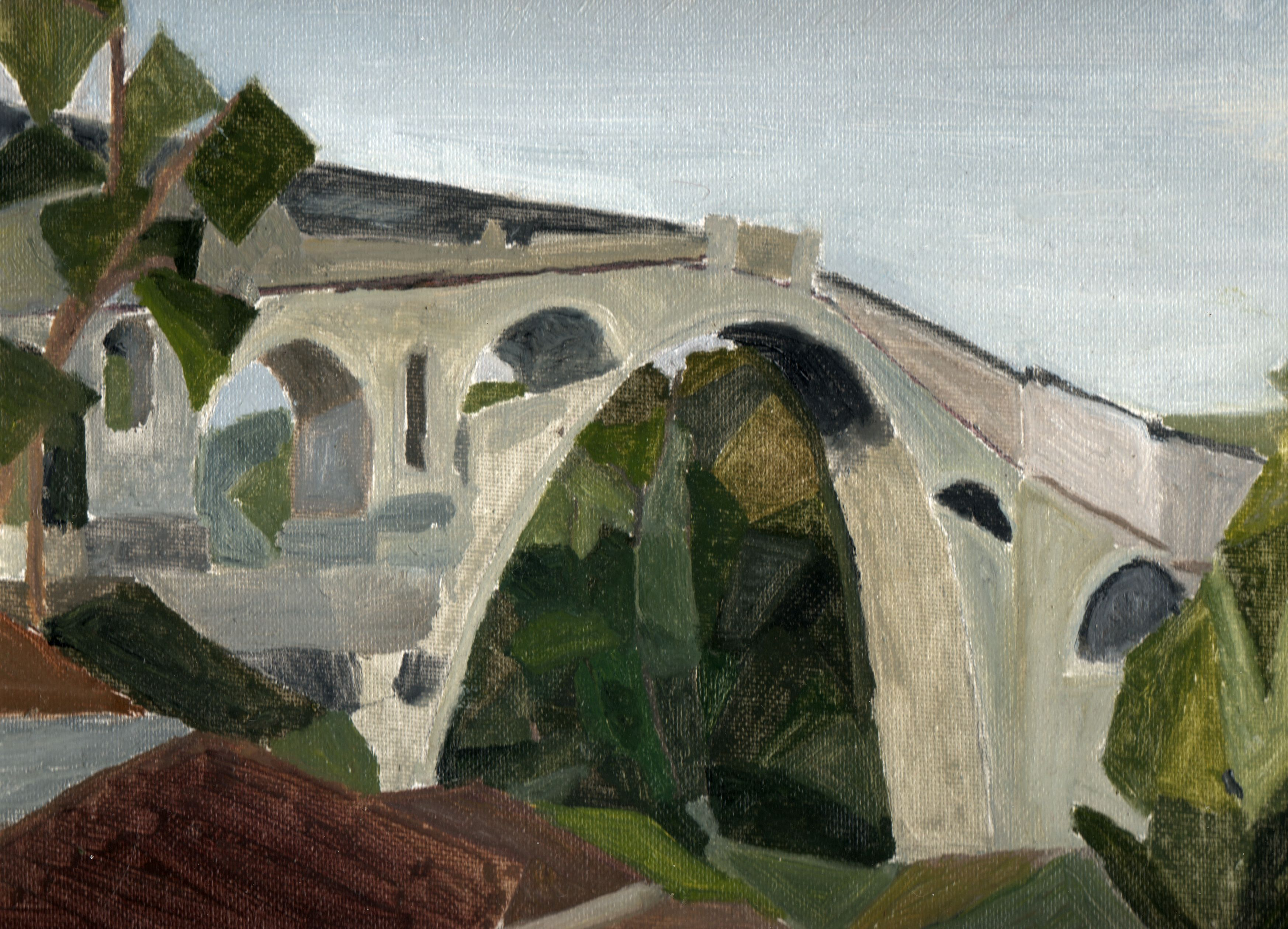
Pintura del Pont del diable

El pont de Ceret ja se cita en una vella corranda nord-catalana:
Ai, adéu, pont de Ceret,

estàs fet tot d'una arcada;

de la mar a Canigó,

no te veus que una vegada!
Jacint Verdaguer es va inspirar d'aquesta tradició popular i la va integrar als versos següents del Cant VII del poema Canigó:
Tu, que d'una gambada passes el Tec,

obre ton ull de pedra, pont de Ceret,

que de fills de Mahoma no en veuràs més.
Aquest pont va ser pintat per Cézanne i també apareix a les pintures d'Auguste Herbin.
Una escena de la pel·lícula francesa "El geperut" d'André Hunebelle es va filmar en el pont, quan es veuen els tres assassins que van a Espanya per a eliminar Lagardère (Jean Marais) i la filla del duc de Nevers.